# Козир Сергій Вікторович
Сергі́й Ві́кторович Ко́зир (нар. 10 липня 1974, смт Петрове, Петрівський район, Кіровоградська область, Українська РСР — 29 квітня 2015, с-ще Піски, Ясинуватський район, Донецька область, Україна) — старший сержант Збройних сил України, учасник російсько-української війни.

## Життєвий шлях
Народився 1974 року в смт Петрове на Кіровоградщині. Закінчив середню школу в рідному селищі, протягом 1993—1995 років проходив строкову військову службу в Збройних силах України. З 1996 року мешкав у місті Кривий Ріг, працював вантажником у ПАТ «ЄВРАЗ Суха Балка».
Через російську збройну агресію проти України 10 лютого 2015-го призваний за частковою мобілізацією.
Старший сержант, командир бойової машини — командир 1-го відділення 3-го взводу 9-ї механізованої роти 3-го механізованого батальйону 93-ї окремої механізованої бригади, в/ч А1302, смт Черкаське, Дніпропетровська область. З весни 2015 брав участь в антитерористичній операції на сході України.
29 квітня 2015-го ніс службу на блокпосту поблизу селища Піски Ясинуватського району, у тому часі терористи розпочали мінометний обстріл. Одна з мін розірвалася під ногами Сергія, завдавши йому важких уламкових поранень. Його евакуювали до шпиталю, де він від поранень помер.
Похований 5 травня на Центральному кладовищі Кривого Рогу, на Алеї Слави, у місті оголошено жалобу.
Без Сергія залишилися дружина і двоє дітей — донька Єлизавета та син Назар 2013 р.н.

## Нагороди та вшанування
- Орден «За мужність» III ступеня — за мужність, самовідданість і високий професіоналізм, виявлені у захисті державного суверенітету та територіальної цілісності України, вірність військовій присязі (22.09.2015, посмертно)[3]
- Відзнака міста Кривий Ріг — нагрудний знак «За заслуги перед містом» III ступеня (посмертно).

## Вшанування пам'яті
15 вересня 2015 року в Покровському районі м. Кривий Ріг на будинку на вулиці Ватутіна, 47, де мешкав Сергій Козир, відкрито меморіальну дошку на його честь.